# The Curse of La Llorona
The Curse of La Llorona (també coneguda com The Curse of the Weeping Woman en alguns mercats) és una pel·lícula estatunidenca de terror sobrenatural de 2019 dirigida per Michael Chaves en el seu debut com a director, i escrita per Mikki Daughtry i Tobias Iaconis. És la  sisena  pel·lícula en l'Univers The Conjuring. Basada en la història del folklore mexicà La Llorona, la cinta és protagonitzada per Linda Cardellini, Raymond Cruz i Patricia Velásquez, i segueix una mare el 1973 a Los Angeles que ha de salvar els seus fills d'un esperit malèvol que tracta de segrestar-los. El film va ser produït per James Wan a través de la seua Atomic Monster Productions.
La pel·lícula va tindre una preestrena a South by Southwest el 15 de març de 2019, i es va estrenar als cinemes dels Estats Units el 19 d'abril de 2019. Va recaptar 123 milions de dòlars a nivell mundial i comptava amb un pressupost de 9 milions de dòlars. La pel·lícula va rebre crítiques majoritàriament negatives.

## Repartiment
- Linda Cardellini com a Anna Tate-Garcia
- Roman Christou com a Chris Garcia
- Jaynee-Lynne Kinchen com a Samantha Garcia
- Raymond Cruz com a Rafael Olvera
- Patricia Velásquez com a Patricia Alvarez
- Marisol Ramirez com La Llorona
- Sean Patrick Thomas com el Detectiu Cooper
- Tony Amendola com el Mossén Perez[6]
- Oliver Alexander com a Carlos
- Aiden Lewandowski com a Tomas
- Irene Keng com a Donna
- DeLaRosa Rivera com a David Garcia
- Madeleine McGraw com a April
- Sophia Santi com a Bocanegra/ Clienta femenina
- Jethan Camarena com a Simon
- Fontana Sim com a Carol
- Scarlett Black com a Millie
- Don Roberson com l'Home ric